# Napęd taśmowy

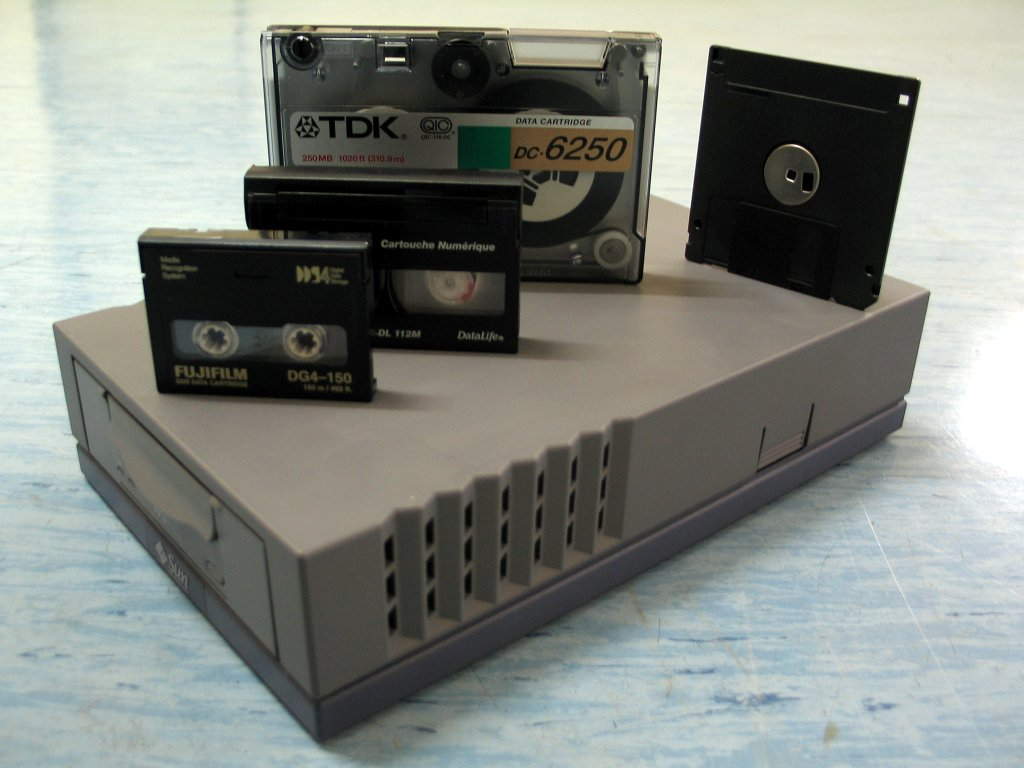
Napęd taśmowy DDS, na nim od prawej: dyskietka 3,5", taśma DC (250 MB, 6 mm, 310,9 m), taśma DL (2,5 GB, 8 mm, 112 m), taśma DDS (20 GB, 4 mm)

Napęd taśmowy, pot. strimer (ang. streamer) – urządzenie do przenoszenia danych z systemów komputerowych na taśmę magnetyczną w celu archiwizacji. Obecnie najbardziej popularne napędy wykorzystują taśmy umieszczone w specjalnych kasetach.
Kasety mieszczą nawet do kilkuset gigabajtów danych. Dodatkowo większość napędów wykorzystuje kompresję, dzięki czemu możliwe jest umieszczenie większej ilości danych na pojedynczej taśmie. Streamery wykorzystują cyfrową technikę zapisu i są wykorzystywane głównie do archiwizacji danych, lecz nie nadają się do przenoszenia danych między komputerami z powodu długiego czasu dostępu i odczytu danych.
Napędy różnicuje się ze względu na sposób zapisu na taśmie. Wyróżnia się m.in. następujące:
- DDS (ang. Digital Data Storage),
- DLT (ang. Digital Linear Tape),
- LTO (ang. Linear Tape-Open),
- AIT (ang. Advanced Intelligent Tape),
- QIC (ang. Quarter Inch Cartridge).

Napędy taśmowe, ze względu na głównie profesjonalne zastosowanie, zazwyczaj wyposażane są w interfejs SCSI/SAS, a obecnie również w interfejsy sieciowe (Fibre Channel), stając się częścią sieci SAN. Jednak są dostępne także z typowym interfejsem USB 2.0/3.0. Pojemność taśm dla danych nieskompresowanych aktualnie (2021 r.) wynosi do 18 TB, a po kompresji do 45 TB dla taśm LTO, natomiast ciągły transfer dochodzi do 400 MB/s. Bardziej zaawansowane napędy pozwalają na sprzętowe szyfrowanie zapisywanych danych algorytmem AES-256, co znacznie zwiększa bezpieczeństwo przy przenoszeniu i przechowywaniu taśm. 
Alternatywą dla napędów i pamięci taśmowej jest RDX, będący technologia obejmującą napędy i wymienne 2,5" dyski twarde o podwyższonych parametrach użytkowych.